# Webb Memorial State Park

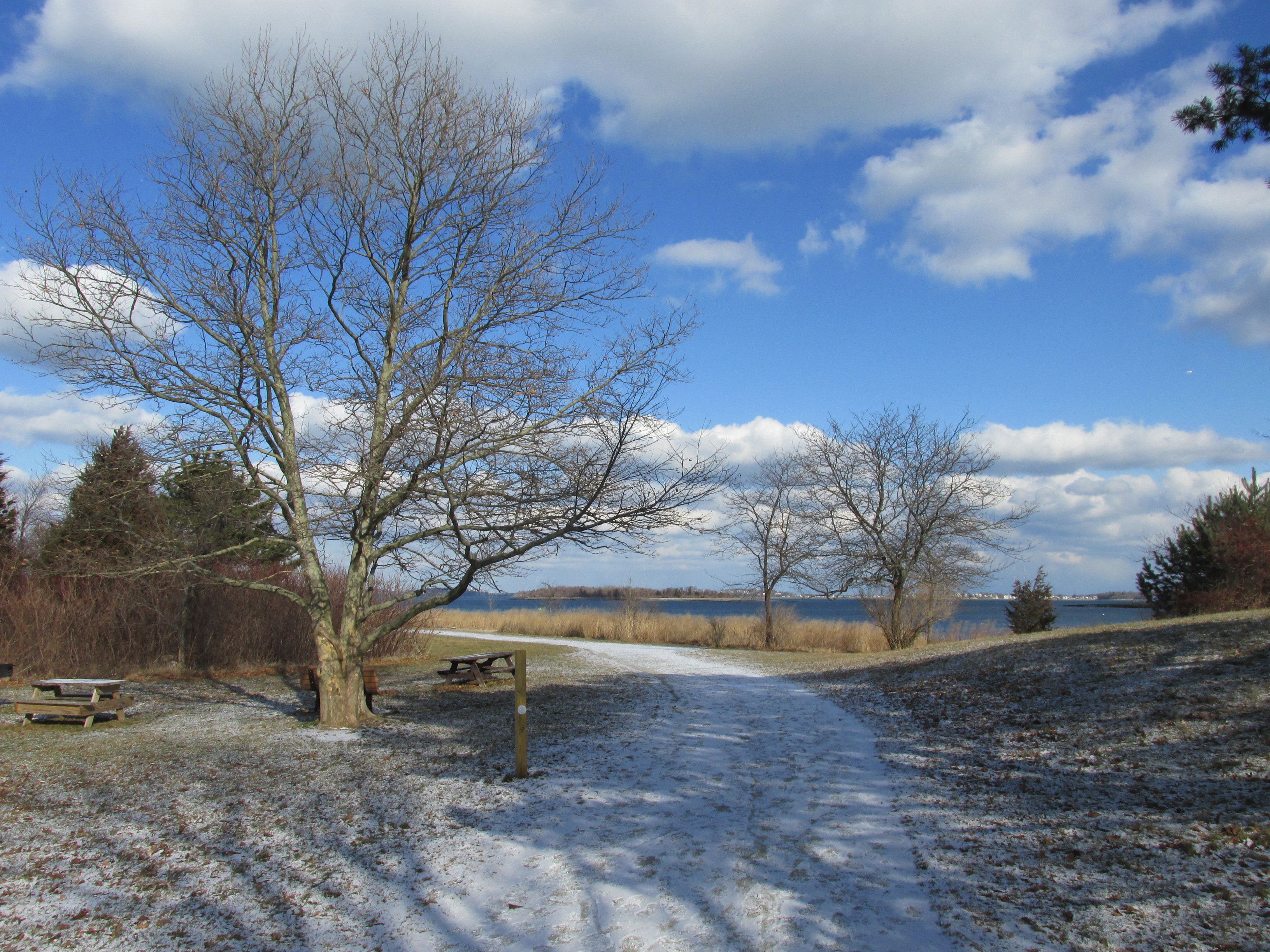
Webb Memorial State Park

Der Webb Memorial State Park ist ein als State Park ausgewiesenes Schutzgebiet auf einer Halbinsel in der Hingham Bay des Boston Harbor im Bundesstaat Massachusetts der Vereinigten Staaten. Der Park wird vom Department of Conservation and Recreation (DCR) verwaltet und ist Teil des Metropolitan Park System of Greater Boston.
Das Schutzgebiet besteht aus drei zusammenhängenden Drumlins und einem Bereich mit flachem Marschland. Obwohl es keine Insel ist, gehört das Gebiet zur Boston Harbor Islands National Recreation Area.
In den 1860er Jahren gehörte die Halbinsel zum Firmengelände einer Düngerfabrik und wurde für das Entsorgen industrieller Abfälle genutzt. In den 1950er Jahren befanden sich dort die Raketenabschussanlagen des Project Nike, während die zugehörige Abschusskontrolle und Radarsysteme auf Spinnaker Island auf der anderen Seite der Bucht stationiert waren. Die Raketenbasis wurde 1974 außer Betrieb genommen und die Halbinsel 1977 an den Commonwealth of Massachusetts übergeben, der umgehend mit der Umwandlung in einen State Park begann. 1980 wurde das Schutzgebiet schließlich eröffnet.